# 残波WINGS
残波WINGS（ざんぱウィングス）は、沖縄県浦添市を本拠地とする、女子バレーボールのクラブチームである。

## 概略
2007年2月に特定のスポンサーを持たず、複数スポンサーのサポートを受けるクラブチームとして設立された。
2007年5月にスポンサー契約第一号となる泡盛残波の(有)比嘉酒造とスポンサー契約に成功、沖縄から全国を目標に戦う残波WINGSと地域貢献に積極的な(有)比嘉酒造の考えがマッチしこれを機にチームは県内、県外で活動ができるようになった。
2009年1月にVリーグ機構初の準加盟チームとなり、同年2月開催の地域リーグに参戦した。同年3月には東京都に本社のあるかざか証券が1年間ユニフォームスポンサーを務めた。
2010年の地域リーグでは初のプレーオフに進出するなど実力は徐々にだが伸び始め、戦力も、この数年で積極的に県外から選手を獲得、6人制で全国で戦う力をつけはじめている。
早期にチャレンジリーグへの昇格を目指して活動している。
また、県内での地域貢献活動として小中高校、家庭婦人バレーボールチームを対象にした
バレーボール教室も年間を通して開催し、地域との交流も積極的に行っている。
2014年6月、Vリーグ機構は残波WINGSの準加盟取り消しを発表した。

## 選手・スタッフ

### 選手
2012年2月版
| 背番号 | 名前       | シャツネーム | 国籍 | P       | 備考 |
| ------ | ---------- | ------------ | ---- | ------- | ---- |
| 1      | 中馬佳菜   |              | 日本 | WS      | 主将 |
| 2      | 山口智子   |              | 日本 | MB      |      |
| 3      | 稲葉千晶   |              | 日本 | S       |      |
| 4      | 橋未来     |              | 日本 | MB      |      |
| 6      | 乾鈴惠     |              | 日本 | WS      |      |
| 7      | 熊谷更紗   |              | 日本 | MB/WS/S |      |
| 8      | 上間絵里奈 |              | 日本 | WS      |      |
| 9      | 松川真弓   |              | 日本 | L       |      |
| 13     | 山内郁子   |              | 日本 |         |      |

### スタッフ
| 役職       | 名前     | 国籍 |
| ---------- | -------- | ---- |
| 部長       | 川畑和弘 | 日本 |
| 副部長     | 重富好純 | 日本 |
| 監督       | 川畑太一 | 日本 |
| コーチ     | 川畑政和 | 日本 |
| トレーナー | 西表祐哉 | 日本 |
| トレーナー | 比嘉伸介 | 日本 |

## スポンサー
(50音順)
- 株式会社　ア・ミダス
- 沖縄綜合警備保障
- 沖縄都来産業
- 沖電ビジネスサービス
- オリオンビール株式会社
- 国際旅行社
- 小禄運輸
- 比嘉酒造
- 松川オート

過去のスポンサー
- かざか証券